# Rhodes
Pour les articles homonymes, voir Rhodes (homonymie).

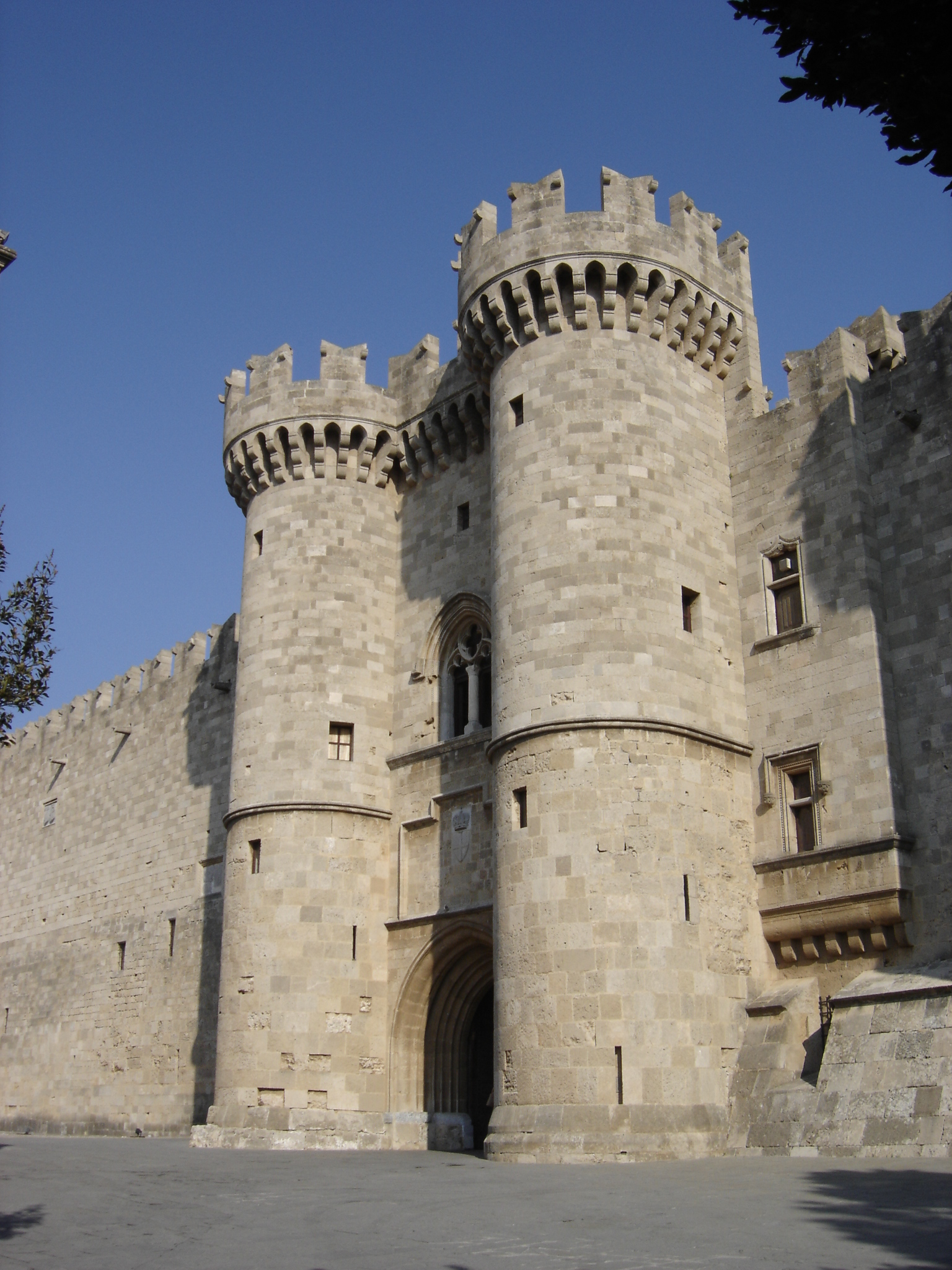
Porte d'entrée du palais des Grands Maîtres, à Rhodes.

Rhodes (en  grec ancien : Ῥόδος / Rhódos, grec moderne : Ρόδος / Ródos) est une île grecque, la plus grande du Dodécanèse. 
Située en mer Égée, entre l'île de Karpathos (Grèce) et les côtes turques, à 17,7 km de ces dernières, l'île est bordée au sud-est par la mer Méditerranée. Sa population en 2011 est estimée à 115 490 habitants. Rhodes est aussi le nom de la ville principale de l'île qui est peuplée de 50 000 à 60 000 habitants. Elle est le siège d'un évêché orthodoxe, la Métropole de Rhodes.
Le colosse de Rhodes, l'une des sept merveilles du monde, était une statue gigantesque édifiée à l'entrée du port de la ville de Rhodes.

## Mythologie
Selon Pindare, Hélios, le Soleil, est le premier à voir l'île sortir des eaux et la trouve si belle qu'il la prend sous sa protection. Quelque temps après, il s'unit à une nymphe locale appelée Rhodé qui lui donne sept fils et une fille. Kerkafos (en), le deuxième fils, devient père de trois enfants, trois garçons dont les noms sont Camiros, Ialissos et Lindos, qui fondent les trois premières cités de l'île.
Les descendants d'Hélios sont les Héliades, mais d'après Strabon, avant eux l'île aurait porté les noms d'Ophiusse (« île aux serpents »), de Stadie puis de Telchinis (« île des Telchines », divinités endémiques du lieu).
Selon le Catalogue des vaisseaux, Rhodes fournit aux Achéens neuf navires pendant la guerre de Troie. Ils sont menés par Tlépolème, fils d'Héraclès.

## Géographie

### Présentation
L'île de Rhodes a la forme d'un fer à repasser d'une superficie d'environ 1 400 km2, avec 79,7 kilomètres de long pour 38 kilomètres de large et 220 kilomètres de côtes. Rhodes culmine à 1 216 mètres au mont Attavyros. Tandis que les rivages sont rocheux, l'intérieur est constitué de terres arables où sont cultivés agrumes, vignes, légumes et olives ; l'élevage est surtout ovin et caprin.
La ville de Rhodes est située à l'extrémité nord de l'île, emplacement des ports commerciaux antiques et modernes. L'aéroport principal est situé à 14 kilomètres au sud-ouest de la ville, à Diagoras.
En dehors de la ville de Rhodes, l'île est parsemée de petits villages et stations balnéaires, dont Faliráki, Lindos, Afántou, Kremasti, Haraki, Pefkos, Archangelos, Afantou, Koskinou, Kiotári, Lalyssos, Embona (Attavyros), Paradisi et Trianta (Ialysos).

### Climat

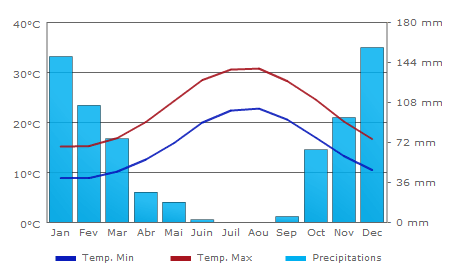
Courbes du climat de Rhodes.

| Mois                                | jan. | fév. | mars | avril | mai  | juin | jui. | août | sep. | oct. | nov. | déc. | année |
| ----------------------------------- | ---- | ---- | ---- | ----- | ---- | ---- | ---- | ---- | ---- | ---- | ---- | ---- | ----- |
| Température minimale moyenne (°C)   | 8,8  | 8,8  | 10,1 | 12,5  | 15,8 | 19,9 | 22,3 | 22,7 | 20,5 | 16,9 | 13,2 | 10,4 | 15,2  |
| Température maximale moyenne (°C)   | 15,1 | 15,2 | 16,8 | 20    | 24,2 | 28,4 | 30,5 | 30,7 | 28,2 | 24,5 | 20,1 | 16,6 | 22,5  |
| Précipitations (mm)                 | 149  | 105  | 75   | 27    | 18   | 2    | 0    | 0    | 5    | 65   | 94   | 157  | 696   |
| Nombre de jours avec précipitations | 15   | 12   | 10   | 7     | 4    | 1    | 0    | 0    | 1    | 6    | 9    | 15   | 80    |

### Faune et flore
Pour ce qui est de la biodiversité, Rhodes compte des forêts de pins de Calabre et de cyprès qui abritent des cerfs élaphes (elaphos veut justement dire « cerf » en grec) ainsi que des daims sauvages. La vallée humide de Petaloudes (« vallée des papillons » en grec) accueille en été un grand nombre de papillons de la sous-famille des Arctiinae, comme l'Écaille chinée (Euplagia quadripunctaria). De plus, l'Hespérie de Lederer (Thymelicus hyrax) est signalée dans cette île. Ladigesocypris ghigii, une espèce de poisson endémique du Dodécanèse et menacée, est présente en particulier dans la zone de sources d'Eptá Pigés.

### Tremblements de terre
Rhodes a subi de nombreux séismes au cours de son histoire. Parmi les plus importants, on peut noter celui de 227 ou 226 av. J.-C. qui a détruit le célèbre colosse de Rhodes, et celui du 3 mai 1481 qui a détruit une grande partie de la ville de Rhodes. Dans l'histoire récente, on se souvient des séismes qui ont frappé l'île le 26 juin 1926 et le 15 juillet 2008, ce dernier d'une magnitude de 6,3.

### Feux de forêts
Du 18 juillet au 2 août 2023, de grands feux de forêt ont brûlé plus de 40.000 hectares au centre de l'île. Plus de 30 000 personnes, habitants et touristes, ont été évacuées de Rhodes.

## Histoire

### Antiquité

#### Période grecque archaïque

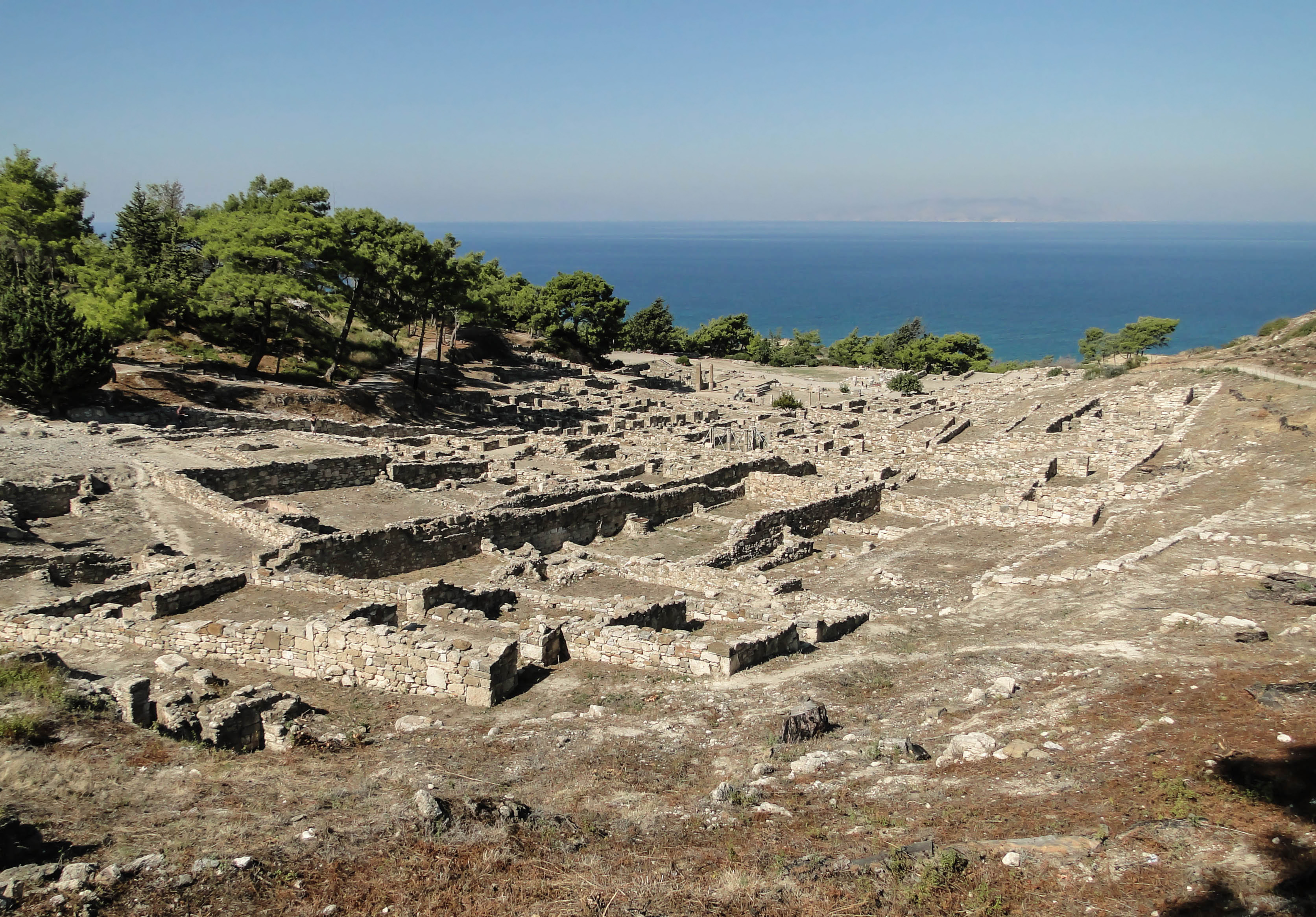
Ruines de Camiros.

Selon les sources antiques, l'île était initialement peuplée de Lélèges et de Pélasges et les artefacts montrent qu'elle se trouvait dans la sphère d'influence de la civilisation minoenne et avait des échanges avec l'Anatolie et l'Égypte antiques. L'hellénisation commence au milieu du XIe siècle av. J.-C. avec l'arrivée d'hypothétiques « Doriens » qui auraient assimilé les populations antérieures. L'île connut une période de prospérité et de puissance dès la période archaïque. Les anciens appelaient l'île Atabyria, à une époque où Zeus est surnommé Atabyrios sur l'île, dont il est la plus ancienne divinité. Les trois principales cités de Rhodes à cette époque étaient : Lindos sur la côte méditerranéenne de l'île, Camiros ou Kamiros et Ialyssos sur la mer Égée. Camiros fut la première à frapper sa monnaie.

#### Naissance de la cité-État et émergence de la puissance rhodienne (470-228)
Elle rejoint en 470 av. J.-C. la ligue athénienne et reste une puissance mineure durant cette période. Sous supervision d'Athènes jusqu'alors, Lindos, Camiros et Ialysos s'en détachent à la suite d'une rébellion en 411 av. J.-C. En 408 ou 407 av. J.-C., ces trois cités s'unirent pour former la cité-État de Rhodes, peut-être sous la supervision d'Hippodamos. 
En 357 av. J.-C., à la suite d'une révolte, Rhodes passe sous l'influence du roi Mausole de Carie. On ne sait ensuite ce qui arrive à la cité jusqu'à sa conquête par Alexandre le Grand en 334 av. J.-C.
À la mort d'Alexandre en 323 av. J.-C., l'île retrouve son autonomie et expulse sa garnison macédonienne, puis entretient des relations commerciales étroites avec le royaume égyptien des Lagides. Sa prospérité économique est très importante : ses vins sont exportés jusque dans les cités grecques du Pont Euxin, comme le montrent de nombreux timbres amphoriques. Pendant les guerres des Diadoques, l'île résiste au siège que Démétrios Poliorcète lui a fait subir en 305 av. J.-C., et qu'elle commémore par l'édification d'une statue colossale qui s'effondre 77 ans plus tard lors du tremblement de terre de 228 av. J.-C.
Si on sait que pour Rhodes, le IIIe siècle est une période de prospérité, on ne sait paradoxalement que peu de choses sur ses activités. Rhodes y acquiert une partie de la Pérée qu'elle fortifie, ainsi que la cité de Stratonicée, et de Caunes (en 191 auprès des Lagides). Ces acquisitions permettent un gain financier très important, à hauteur de 120 talents annuels selon Polybe.
La cité de Rhodes est aussi connue à cette époque pour son influence culturelle. En effet, les écoles rhodiennes de rhétorique et de philosophie ont la capacité de rivaliser avec les écoles athéniennes (considérées comme les plus prestigieuses). L'apogée de ces écoles a lieu principalement au IIe et au Ier siècle av. J.-C., ce qui est notamment observable dans le Dialogue des orateurs de Tacite, où il fait l’éloge des orateurs rhodiens. La philosophie rhodienne, quant à elle, se concentre sur l’école péripatéticienne. Les écoles rhodiennes ont accueilli plusieurs personnalités importantes de l’époque hellénistique de diverses origines (Romains et Grecs) comme Eschine, Andronicos, Eudème, Hiéronymos, Pisandre, Simmias, Posidonius et Apollonios.
Rhodes est aussi connue pour sa maîtrise des arts et notamment de la sculpture. Elle rayonne notamment grâce à Charès de Lindos (artiste à l’origine du Colosse de Rhodes), ou la statue du Groupe du Laocoon, réalisée par Hagésandros, Anthanadoros et Polydoros, tous artistes rhodiens.
Militairement, Rhodes participe à la seconde guerre de Syrie contre les Lagides, afin de brider leur puissance et permettre d'éviter l'apparition d'une puissance hégémonique dans la région. Si cette décision nuit à court terme aux revenus de la cité, il apparaît qu'elle s'en remet très vite.

#### Rhodes face au séisme et à ses conséquences (228-188)
En 228 av. J.-C. un séisme frappe lourdement la cité : le Colosse se fracture et tombe. Les murailles et les arsenaux sont, entre autres, détruits. Ce qui aurait dû être un désastre pour Rhodes se transforme pourtant en un immense gain de puissance grâce à la réaction rapide des grandes puissances hellénistiques qui investissent massivement pour la restauration de la cité.
L'événement du séisme est notamment raconté par l'historien grec Polybe dans ses Histoires aux chapitres 88 à 90 du livre V. Celui-ci apporte beaucoup de détails, en particulier concernant les dons que reçut la cité de la part des grands royaumes hellénistiques. Il semble important de noter que dans le cas du séisme de Rhodes, Polybe eut l'obligation de consulter des ouvrages sur le sujet puisque lui-même ne fut pas un contemporain de l'événement. Cependant, nous ne trouvons aucune mention de sources de la part de l'auteur dans son livre. Nous ne savons donc pas sur quelles références Polybe se fonde pour parler de l'épisode du séisme. Au XXe siècle, les historiens s'accordaient sur l'idée que ces dons pour la cité de Rhodes étaient désintéressés. Maintenant, notamment grâce aux travaux de Maurice Holleaux, nous savons que ces dons étaient réfléchis et sous-entendaient une contrepartie avec la cité.
Le royaume lagide fut le plus gros donateur lors de la crise. Rhodes et l'Égypte lagide entretenaient alors un partenariat économique important. Ptolémée III donna notamment une immense quantité de blé, denrée majeure dans l'Antiquité, 1 000 talents de pièces de bronze et 300 de pièces d'argent, ainsi que beaucoup de bois pour la reconstruction des bateaux. Au milieu du IIIe siècle av. J.-C., les relations entre les royaumes séleucide et antigonide avec le royaume lagide sont tendues. Ptolémée III craint une coalition contre lui, il doit donc cultiver son alliance avec la cité rhodienne pour ne pas perdre en puissance. Parmi la longue liste des donateurs, les principaux sont les trois grands royaumes hérités de l'empire d'Alexandre, soit les royaumes antigonide, séleucide et lagide, ainsi que le royaume de Syracuse plus détaché du monde grec. D'autres donateurs, certes plus petits, ont tout de même aidé Rhodes comme les royaumes du Pont et de Bithynie. À titre d'exemple, Antigone a donné 100 000 médimnes de blé, soit 5 000 tonnes. Cet événement met en valeur le rôle de transport et de redistribution du grain qu'avait Rhodes dans la région, essentiel pour de nombreux royaumes. De plus, la peur d'une crise bancaire provoquant une crise économique a également probablement joué dans l'importance des dons effectués.
En plus des dons matériels, la cité de Rhodes reçut des exemptions de droit dans les ports syracusains et séleucides. Ces avantages étaient en réalité plutôt profitables aux bienfaiteurs puisque cela leur permettait d'ouvrir leur commerce grâce à la puissance rhodienne. Le séisme qui a frappé Rhodes fut en réalité l'occasion pour les royaumes alentour d'affirmer leurs partenariats économiques avec la cité ou bien de développer et renforcer leurs relations grâce à l'évergétisme.
Lors du séisme, les nombreux dons relatifs aux bateaux et à leur construction témoignent de l'importance de la flotte rhodienne pour le monde hellénistique. Ptolémée III donna par exemple « une quantité de bois suffisante pour construire dix pentères et dix trières ».
Durant cette période, Rhodes joue également un grand rôle contre la piraterie qu'elle combat activement. Elle est d'autant mieux reconnue pour cela que les autres puissances hellénistiques, notamment les Lagides, lui ont délégué ce rôle contre rémunération et ne s'investissent pas dans ce combat. Ce rôle conduit à une guerre maritime entre Rhodes et la Crète, île connue pour sa large pratique de la piraterie.
La flotte rhodienne acquiert par conséquent une grande réputation qui lui vaut d'être appelée à l'aide en 220 av. J.-C. contre Byzance qui voulait mettre en place un péage dans le détroit du Bosphore. Cette guerre révèle les nombreux liens diplomatiques qu'a tissés Rhodes : elle appelle à ses côtés la Bithynie et les Lagides, lui permettant de signer un traité de libre circulation dans le Bosphore sans même déployer son armée.
Par la suite Rhodes participe à plusieurs négociations de traités de paix notamment entre Ptolémée et Antiochos. Ce rôle de diplomate permet à Rhodes d'exercer une grande influence dans la région.

#### Institutions rhodiennes
Les institutions rhodiennes sont peu connues mais Diodore a décrit Rhodes comme étant la cité grecque la mieux gouvernée. La cité de Rhodes est une démocratie. Elle possède une Ecclésia, c’est-à-dire une assemblée composée des citoyens de la cité. Le rôle de cette assemblée est de discuter, d’étudier les textes proposés par le Conseil et de les voter à main levée. Elle se réunit une fois par mois au théâtre.
Le Conseil, élu par les membres de l’assemblée pour six mois, a plusieurs fonctions. Comme dit précédemment, il prépare les textes discutés à l’assemblée. Il gère aussi les affaires courantes, la diplomatie de la cité et peut avoir des fonctions judiciaires. Le Conseil est dirigé par cinq prytanes, élus eux aussi par les membres de l’assemblée pour six mois. Les prytanes ont aussi des pouvoirs militaires.
En ce qui concerne la justice, la cité a des jurés indemnisés qui rendent la justice. La justice rhodienne a d’ailleurs une très bonne réputation dans le monde grec.

#### Apamée et la domination romaine
En 188 av. J.-C., la bataille d'Apamée, opposant les Romains, Pergame et Rhodes contre les Séleucides d'Antiochos III, s'achève par une victoire romaine. L'Asie mineure est libérée de l'influence séleucide, et les alliés de Rome obtiennent d'importantes récompenses. Rhodes obtient la Carie et la Lycie, étendant donc sa Pérée considérablement. Son territoire est d'une taille équivalent à celui d'un roi mineur, chose rarissime pour une cité.
De plus, l'influence reçue par cette victoire sur les cités grecques d'Asie mineure est très importante, lui permettant une grande ingérence dans leurs affaires : Milet est par exemple quasiment co-gérée par Rhodes. Rhodes devient un arbitre auprès des cités grecques, allant négocier la paix entre l'Étolie et les Romains, établir des alliances avec plusieurs cités, se présentant comme garante de la liberté grecque. L'apogée de ces relations diplomatiques est la recréation de la Ligue des Insulaires dont elle prend la présidence comme seul chef véritable. Il s'agit d'une confédération d'États payant tribut à Rhodes et patrouillant contre les pirates. Cette ligue permet à Rhodes un champ d'opérations navales bien plus étendu, et une flotte beaucoup plus puissante.
Cependant Apamée n'a pas que des conséquences positives sur Rhodes. Si l'annexion de la Carie, depuis longtemps sous influence rhodienne, ne pose pas de problème, la Lycie, possédant déjà une forte identité (car regroupant auparavant une majorité de ses cités dans une confédération), se voit comme alliée de Rhodes et non sujette. Cela provoque un refus de l'annexion et une rébellion permanente contre les Rhodiens dès 188 av. J.-C. Il faut à Rhodes d'importantes troupes et beaucoup d'argent pour la réprimer en 178 av. J.-C.
Mais cette révolte redémarre presque immédiatement grâce à la reconnaissance de leur statut « d'amis et d'alliés » par les Romains à la suite d'une ambassade lycienne à Rome. Ce revirement est dû à l'influence grandissante des Rhodiens dans la région, gênant les Romains. De plus Rhodes reste indépendante vis-à-vis de Rome, contrairement à Pergame, deuxième grande puissance de la région. La révolte n'est matée qu'en 168 av. J.-C.
Les actions romaines provoquent la montée d'un sentiment anti-romain très important ainsi que le rapprochement de la cité avec la Macédoine et les Séleucides pour faire barrage aux ambitions romaines dans la région. Ces mesures lui valent une forte hostilité romaine. 
Lors de la troisième guerre macédonienne, Rhodes tente ainsi d'intervenir à Rome en faveur de Persée, ce qui conduit Rome à la considérer comme alliée des Macédoniens. Ainsi la défaite de Persée entraîne de très lourdes sanctions contre Rhodes : elle perd la Carie et la Lycie, y compris les cités détenues avant Apamée. De plus la Ligue des Insulaires est dissoute, l'influence extérieure rhodienne très fortement réduite. Pour finir, la création du port franc de Délos détourne une partie du trafic maritime de la cité, provoquant une chute de ses revenus.
En 164 av. J.-C., après de multiples ambassades, Rhodes obtient le pardon de Rome en signant une alliance, consacrant la diminution de l'indépendance de la cité. Afin d'éviter toute sanction, la cité suit à la lettre toute demande de Rome et requiert l'autorisation pour toute intervention extérieure, comme le montrent les ambassadeurs envoyés à Rome pour avoir l'autorisation d'importer du blé de Sicile ou d'annexer la cité de Calynda en Carie. 
Militairement, Rhodes en est très affaiblie, Polybe rapportant les difficultés de l'île à affronter les Crétois en 133 av. J.-C., et doit demander des fonds et de l'aide extérieure pour s'en sortir. Enfin, le tremblement de terre de 142 av. J.-C. touche fortement la cité et lui fait abandonner la cité de Camiros. Elle sera redécouverte au XIXe siècle par Alfred Biliotti (en) et Auguste Salzmann et étudiée par des archéologues danois, français, anglais, italiens et grecs. Ces fouilles révèlent une culture orientalisante, exprimée notamment à travers une orfèvrerie exubérante, assimilée dans un premier temps à de l’art phénicien. 
Le statut de Rhodes s'améliore en 88 av. J.-C., lors de l'offensive de Mithridate VI suivi par de nombreuses cités d'Asie mineure. Rhodes reste fidèle à Rome et repousse le siège de Mithridate, lui permettant d'obtenir après la guerre le statut de ville libre et exempte d'impôts. De plus, Rome n'ayant pas de flotte permanente dans la région, Rhodes reste importante pour fournir flotte et équipage en cas de besoin, et son savoir-faire naval reste très réputé.
Pourtant, Rhodes est dévastée en 42 av. J.-C. par les troupes de Cassius, pour avoir soutenu César. Rattachée à la province romaine d'Asie (Asie mineure), l'île passe à l'Empire romain d'Orient lors du partage de l'Empire. C'est dans cette île que Cicéron viendra rencontrer Apollonios Molon, pour parfaire sa formation d'orateur. Au Ier siècle, Paul de Tarse évangélise l'île, qui devient le siège d'un évêché.

### Moyen Âge

#### Période byzantine
Attaquée par les Arabes sous Muʿāwiya en 654, elle est occupée par eux en 673 et utilisée comme une base pendant le premier siège de Constantinople en 674-678. Sa population s'expatrie alors sur le continent, en Anatolie. Après la paix de 678-679 entre l'Empire byzantin et le Califat omeyyade, l'île est rendue à Byzance, ses habitants y reviennent et elle est rattachée au thème des Cibyrrhéotes.
Après la prise de Constantinople par les croisés en 1204 et la dislocation de l'Empire, l'aristocrate local Léon Gabalas transforme l'île en État indépendant. Sa diplomatie consiste à garder l'équilibre entre Venise et l'empire de Nicée. En 1243, son frère Jean Gabalas lui succède. Les Génois envahissent Rhodes en 1248 mais en sont chassés deux ans plus tard par les Byzantins qui lui rendent le statut de province.

#### Période hospitalière (1291-1522)

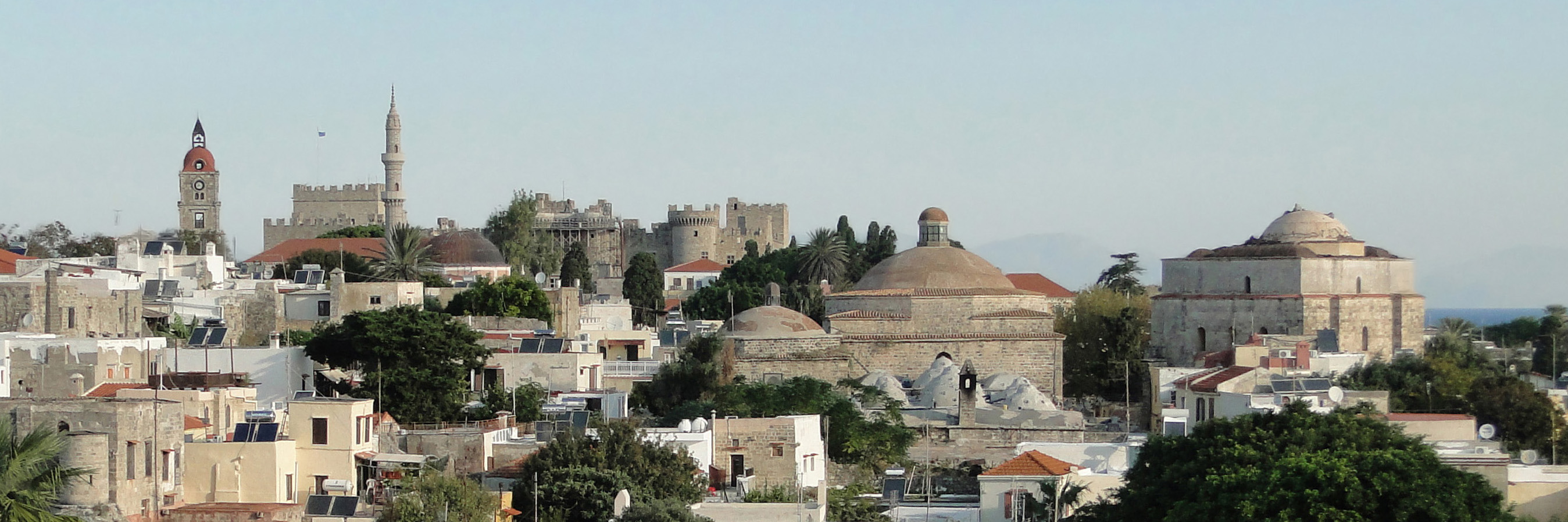
La cité médiévale de Rhodes avec le château des grands maîtres au fond.

Après l'expulsion complète des croisés de Terre sainte en 1291, les Hospitaliers de l'ordre de Saint-Jean de Jérusalem s'installent d'abord à Chypre, puis conquièrent l'île de Rhodes entre 1307 et 1310. Rhodes, siège de l'Ordre, devient une puissance militaire et maritime au service de la Chrétienté contre les musulmans, notamment les Turcs ottomans. 
Ils fortifient la ville, construisant les impressionnantes murailles encore existantes. 
Une section du rempart construite au début du XIVe siècle est appelée « muraille des Juifs ». En effet, l'assignation des Juifs (appelés « Rhodiotes ») à un quartier particulier (un ghetto) est attestée dès l'époque hospitalière.
Dans la partie basse de la ville de Rhodes, le Collachium, les Hospitaliers construisent le palais des grands maîtres et les « auberges », résidences organisées par « langues » , situées sur l'actuelle rue des Chevaliers, qui servaient aux Hospitaliers arrivant d'Europe de l'Ouest. Leur architecture est remarquable par ses volumes, par la beauté de la pierre, par les éléments de modénature tels que les caissons. L'auberge de France a été restaurée par Albert Gabriel à partir de 1910.
L'île résiste à un premier siège mené en 1480 par le sultan ottoman Mehmed II, avant de tomber le 20 décembre 1522 aux mains des Turcs sous le règne de Soliman le Magnifique, après un siège de cinq mois. 
Chassés de Rhodes, les Hospitaliers s'installent, au bout de sept ans d'itinérance, dans l'archipel de Malte, à l'invitation de l'empereur Charles Quint, aussi roi de Castille, d'Aragon, de Sicile et de Naples.

### Époque moderne

#### Période ottomane

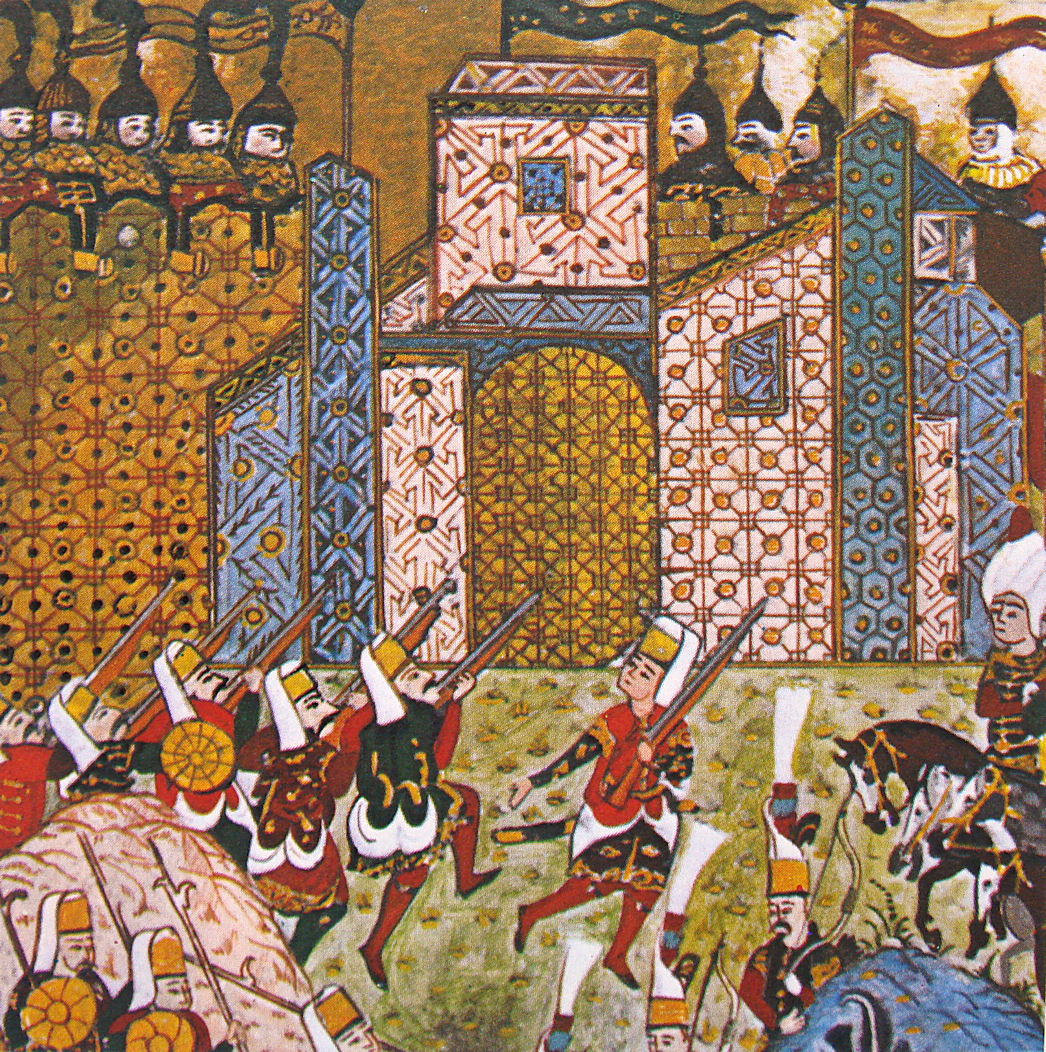
Troupes ottomanes au siège de Rhodes.

La population grecque rhodienne est placée sous la protection du patriarche grec de Constantinople selon le système des milliyets en vigueur dans l'Empire ottoman.

#### Rhodes, terre d'asile des Juifs d'Espagne
Aux XVIe et XVIIe siècles, l'île, qui comptait déjà des Juifs romaniotes, accueillit tant de Juifs séfarades rejetés d'Espagne qu'elle prit le surnom de « petite Jérusalem ».

### Époque contemporaine
Au XIXe siècle, une grande partie de la communauté juive rhodienne s'expatrie pour raisons économiques, ou autres (accusation de crime rituel contre les Juifs de Rhodes (1840)), notamment vers l'Anatolie. Au début du XXe siècle, les États-Unis, le Brésil, l'Argentine, l'Afrique du Sud et le Congo belge attirent d'autres émigrants, recherchant une vie meilleure. Parmi les descendants connus de ces Juifs séfarades ayant quitté l'île, le couturier belge Olivier Strelli et l'homme politique congolais Moïse Katumbi.

#### Rhodes sous domination italienne
Le 4 mai 1912, l'Italie s'empare de l'île et du reste du Dodécanèse qui appartenaient jusqu'alors à l'Empire ottoman : le général Giovanni Ameglio commande les troupes italiennes et ne rencontre pas de résistance sérieuse. L’île est finalement occupée par l’Italie lors de la Bataille de Rhodes (1912).

#### La communauté juive à Rhodes: épilogue au cours de la Seconde Guerre mondiale
À son apogée, la communauté juive compte pour un tiers de la population totale de l'île.
À partir de 1936, la présence fasciste italienne sur l'île se fait plus oppressante. En 1938, les lois raciales fascistes sont appliquées mais la vie de la communauté juive continue sans trop de difficultés.
En 1943, les bombardements britanniques sur l'île commencent mais aucune mesure antisémite n'est encore imposée. Tout change le 18 juillet 1944 lorsque les Allemands, qui occupent l'île, décident de regrouper tous les Juifs de Rhodes dans une caserne. Les derniers Juifs séfarades de Rhodes sont immédiatement déportés, le 23 juillet 1944, pour Le Pirée puis Auschwitz-Birkenau où ils sont exterminés à leur arrivée.

#### Une île grecque

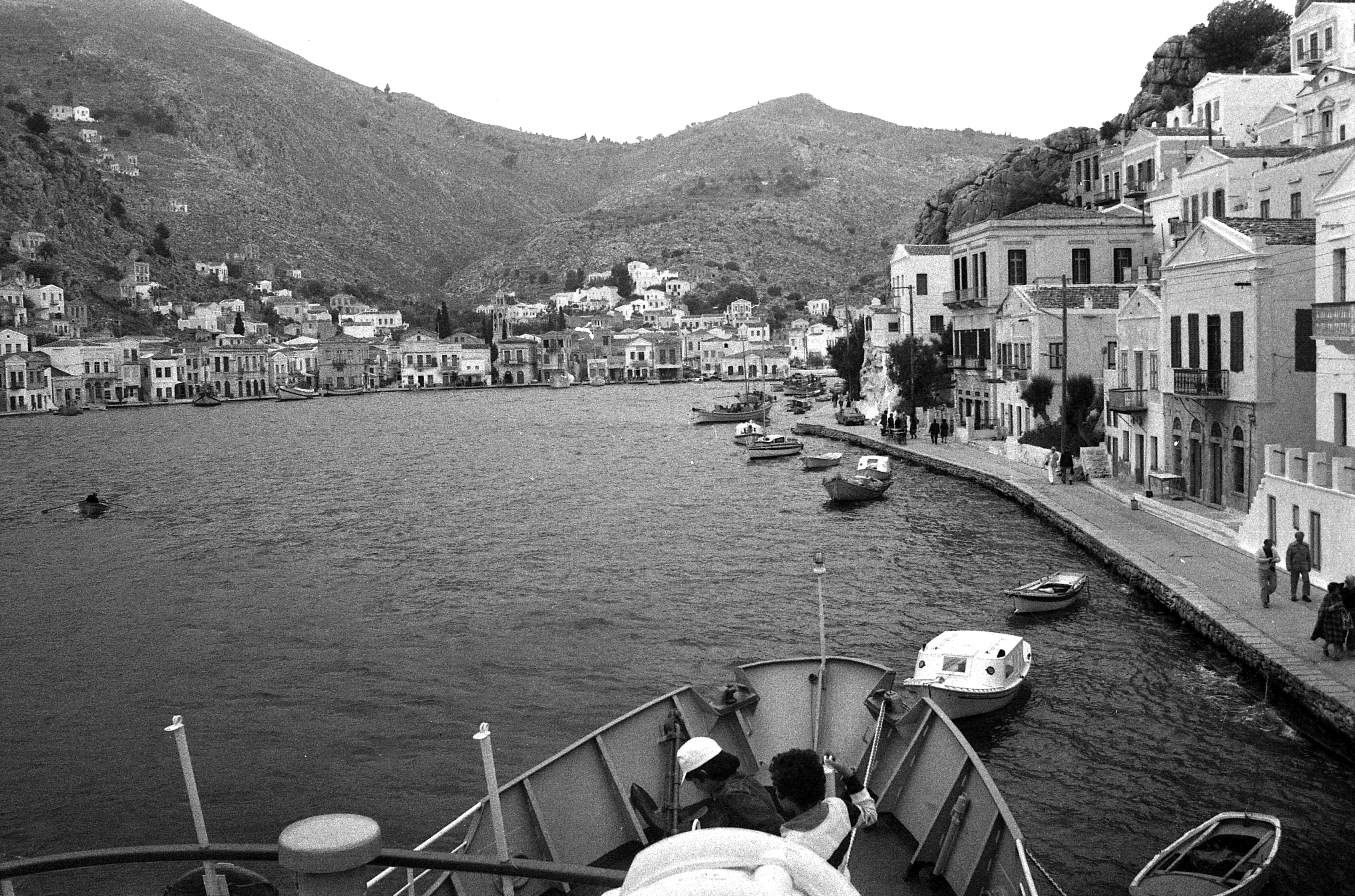
Arrivèe à Rhodes (Yosi Roth, 1978).

Placée sous protectorat britannique après la capitulation allemande, l'île passe sous souveraineté grecque en 1948.
En 1961, Rhodes partage le prix de l'Europe avec Schwarzenbek. Elle voit ensuite le développement d'une importante industrie touristique, favorisée par celui du transport aérien. En 2022, deux millions et demi de touristes visitent l'île (pour 130 000 résidents). Ce ratio de 20 vacanciers pour 1 habitant fait émerger la question du sur-tourisme.

## Administration
La municipalité de Rhodes est le résultat de la fusion, en 2011, des dix anciennes municipalités de l'île, lesquelles deviennent des districts municipaux. Ils regroupent 43 villes et villages.
| Ville/Village | Population | District municipal |   | Ville/Village  | Population | District municipal |
| ------------- | ---------- | ------------------ | - | -------------- | ---------- | ------------------ |
| Rhodes        | 50,636     | Rhodes             | / | Gennadi        | 671        | Rhodes sud         |
| Ialyssos      | 11,331     | Ialyssos           | / | Salakos        | 576        | Kameiros           |
| Afántou       | 6,329      | Afántou            | / | Kritinía       | 503        | Attavyros          |
| Archangelos   | 5,476      | Archangelos        | / | Kattavia       | 307        | Rhodes sud         |
| Kremastí      | 5,396      | Petaloudes         | / | Dimylia        | 465        | Kameiros           |
| Kalythies     | 4,832      | Kallithéa          | / | Kalavarda      | 502        | Kameiros           |
| Koskinou      | 3,679      | Kallithéa          | / | Pylona         | 627        | Lindos             |
| Pastida       | 3,641      | Petaloudes         | / | Istrios        | 291        | Rhodes sud         |
| Paradeisi     | 2,667      | Petaloudes         | / | Damatría       | 641        | Petaloudes         |
| Maritsa       | 1,808      | Petaloudes         | / | Laerma         | 361        | Lindos             |
| Emponas       | 1,242      | Attavyros          | / | Apolakkia      | 496        | Rhodes sud         |
| Soroní        | 1,278      | Kameiros           | / | Platania       | 196        | Kameiros           |
| Lartos        | 1,380      | Lindos             | / | Kalathos       | 502        | Lindos             |
| Psínthos      | 853        | Kallithéa          | / | Lachania       | 153        | Rhodes sud         |
| Malona        | 1,135      | Archangelos        | / | Monolithos     | 181        | Attavyros          |
| Lindos        | 3,087      | Lindos             | / | Mesanagros     | 155        | Rhodes sud         |
| Apóllona      | 845        | Kameiros           | / | Profilia       | 304        | Rhodes sud         |
| Massari       | 1,004      | Archangelos        | / | Arnitha        | 215        | Rhodes sud         |
| Fanes         | 858        | Kameiros           | / | Siana          | 152        | Attavyros          |
| Theologos     | 809        | Petaloudes         | / | Vati           | 323        | Rhodes sud         |
| Archipoli     | 582        | Afántou            | / | Agios Isidoros | 355        | Attavyros          |
| Asklipiío     | 646        | Rhodes sud         | / |                |            |                    |

## Personnalités originaires de Rhodes
Avant J.-C. :
- Cléobule de Lindos, VIe siècle av. J.-C., philosophe. Il était un des sept sages de la Grèce antique.
- Diagoras, Ve siècle av. J.-C., boxeur, multiple champion olympique.
- Memnon, vers - 380 à - 333, commandant d'armée mercenaire de l'Empire achéménide.
- Dinocrate, IVe siècle av. J.-C., architecte de la ville d'Alexandrie et conseiller technique d'Alexandre « le Grand ».
- Charès de Lindos, IIIe siècle av. J.-C., sculpteur du colosse de Rhodes.
- Apollonios de Rhodes, IIIe siècle av. J.-C., poète.
- Léonidas de Rhodes, IIe siècle av. J.-C., athlète.
- Agésandros, Ier siècle av. J.-C., sculpteur.
- Andronicos de Rhodes, Ier siècle av. J.-C., philosophe.

## Arts et littérature
Rhodes est le théâtre d'une grande partie du roman Heather Mallender a disparu de l'écrivain anglais Robert Goddard.

### Antiquité
- Pline l'Ancien Histoire naturelle, XXXIV.
- V. Gabrielsen, The Naval Aristocracy of the Hellenistic Rhodes, Aarhus, 1977.
- C. Mee, Rhodes in the Bronze Age: An Archaeological Survey, Warminster, Aris and Phillips, 1982.
- E. E. Rice, The Rodian Navy in the Hellenistic Age , dans Actes du Colloque international : Rhodes 24 siècles, Rhodes 1er-5 octobre 1992, Athènes, 1996, p. 199-219.
- W. Hoepfner, Der Koloss von Rhodos und die Bauten des Helios. Neue Forschungen zu einem der sieben Weltwunder, Mainz am Rheim, 2003.
- N. Badoud, L'Image du Colosse de Rhodes, MonPiot 91, 2012, p. 5-40.
- C. Pepe, À l’école de Rhodes : un modèle de rhetor à l’époque hellénistique,Rivista Italiana di Filosofia del Linguaggio, 2021.
- T. Marketou, Time and Space in the Middle Bronze Ag Aegean world: lalysos (Rhodes) A gateway to the Eastern Mediterranean dans : S. Souvatzi, A. Hadji (eds), Space and Time in Mediterranean Prehistory Routledge, Routledge Studies in Archaeology, 2013, p. 193-212.
- M. Michalaki-Kollia, À la recherche de l'ancienne Rhodes, que les Hospitaliers trouvèrent à leur arrivée, dans Rhodes et les Chevaliers de Rhodes 1310-2010, Actes du colloque de Rhodes 28 et 29 mai 2010, Flavigny-sur-Ozerain, 2013, p. 7 à 29.
- Mélina Filimonos-Tsopotou (directrice honoraire de la 22e éphorie des Antiquités de Rhodes), Anne Coulié (conservatrice en chef au musée du Louvre), Vasiliki Patsiada, Toula Marketou, Kalliopi Baïrami (archéologues) Rhodes une île grecque aux portes de l'Orient, dans : Archéologia, no 526, novembre 2014, « Dossier Rhodes » p. 28-63/82.p.
- Sideris A., Orientalizing Rhodian Jewellery in the Aegean, Cutlural Portal of the Aegean Archipelago, Athènes, 2007.
- Anne Coulié (éd.), Rhodes, une île grecque aux portes de l'Orient : XVe – Ve siècle avant J.-C., Paris, Éditions Somogy, 2014, 359 p. (ISBN 978-2-7572-0883-0)

- Catherine Grandjean et alli., Le monde hellénistique, Paris, Armand Colin, 2017, p.188 à 191
- Claude Orrieux, Pauline Schmitt-Pantel, Histoire grecque, 2013, p. 369 à 459
- André Laronde, « Séisme et diplomatie : Rhodes en 228 av. J.-C. » dans L’homme face aux calamités naturelles dans l’Antiquité et au Moyen Âge. Acte du 16e colloque de la Villa Kérylos à Beaulieu-sur-Mer les 14 et 15 octobre 2005, Paris, Académie des Inscriptions et Belles-Lettres, 2006, pp.61 – 71.
- Jacques-Henri Michel, « Rhodes ou le dynamisme de l’État-cité à l’époque hellénistique », Chronique d’Égypte, vol.60, n°119-120, 1985, pp. 204 – 213.
- Laurianne Martinez-Sève, Atlas du monde hellénistique, Paris, Autrement, 3e édition, « Atlas/Mémoires », 2017, 96p.
- Ludovic Thély, « Le redressement de la cité » dans THÉLY Ludovic, Les Grecs face aux catastrophes naturelles : Savoirs, histoire, mémoire, Athènes : École française d’Athènes, 2016, pp.187 – 216.
- Maurice Holleaux, « Polybe et le tremblement de terre de Rhodes », Paris, Revue des Études Grecques, tome 36, n°168, 1923, p.480–493.
- Pierre Cabanes, Le monde hellénistique : de la mort d’Alexandre à la paix d’Apamée, 323 – 188, Paris, Seuil, « Nouvelle histoire de l’Antiquité », n°4, 1995, 276p.

### Histoire moderne
- Nicolas Vatin, Rhodes et l'ordre de Saint-Jean-de-Jérusalem, Paris, CNRS éditions, 2000, 119 p.